# Hints Zoltán
Hints Zoltán (Marosvásárhely, 1871. július 6. – 1935. május 14.) erdélyi magyar gyógyszerész.

## Pályája
Tanulmányait szülővárosában, a Református Kollégiumban kezdte. Az érettségi után Tordára került gyógyszerészgyakornoknak.
Egyetemi tanulmányait Kolozsváron, a Ferencz József Tudományegyetemen végezte 1890 – 1894 között. Az oklevelének megszerzése után önkéntes katonai szolgálatra jelentkezett. Egy év szolgálat után tartalékos császári és királyi gyógyszerésztisztként szerelt le. 
Több helyen gyakornokoskodott, többek között Budapesten, Désen, majd Marosvásárhelyen. 1896-ban felmondott az addigi munkaadójának, és kibérelte az Aranyszarvas gyógyszertárat. 1899-ben feleségül vette Kelemen Ilonát, kinek a testvére, Margit Bernády György felesége volt. Így került rokoni kapcsolatba dr. Bernády Györggyel.
1901-ben megvásárolta az Aranyszarvas gyógyszertárat az addigi tulajdonostól, Dr. Bernády Györgytől, első lépésként a tulajdonjog felét, majd néhány év múlva a teljes gyógyszertárat.  1920-tól már teljes jogú tulajdonos. 1922-ben szabadgyakorlati engedélyt kapott a román hatóságoktól. A gyógyszertár üzemeltetése mellett időt szakított a továbbképzésére is. 1906-ban ismét beiratkozott a Ferencz József Tudományegyetemre, ahol doktori képzésben vett részt. A gyógyszerészdoktori oklevelét 1908. június 6-án kapta meg. Disszertációjának címe:  Néhány hivatalos gyümölcs mikroszkópiumi vizsgálata.
Érdekességként említhető meg, hogy ő volt Erdélyben a második gyógyszerészdoktor (az első, aki gyógyszerészetből doktorált Bernády György volt).
1934-ben eladta a gyógyszertárat és visszavonult, és kevéssel ez után,  1935-ben meghalt. Nagy részvét mellett temették, a város és a szakma mély megrendüléssel búcsúzott tőle. Az Egyesületet is számosan képviselték. Sírjánál Osváth Károly gyógyszerész mondta a búcsúbeszédet, amelynek szövege meg is jelent a Pharmacia szaklap hasábjain.
Sírja a marosvásárhelyi református temetőben van. é. sz. 46° 32′ 33″, k. h. 24° 34′ 06″46.542500°N 24.568333°E.

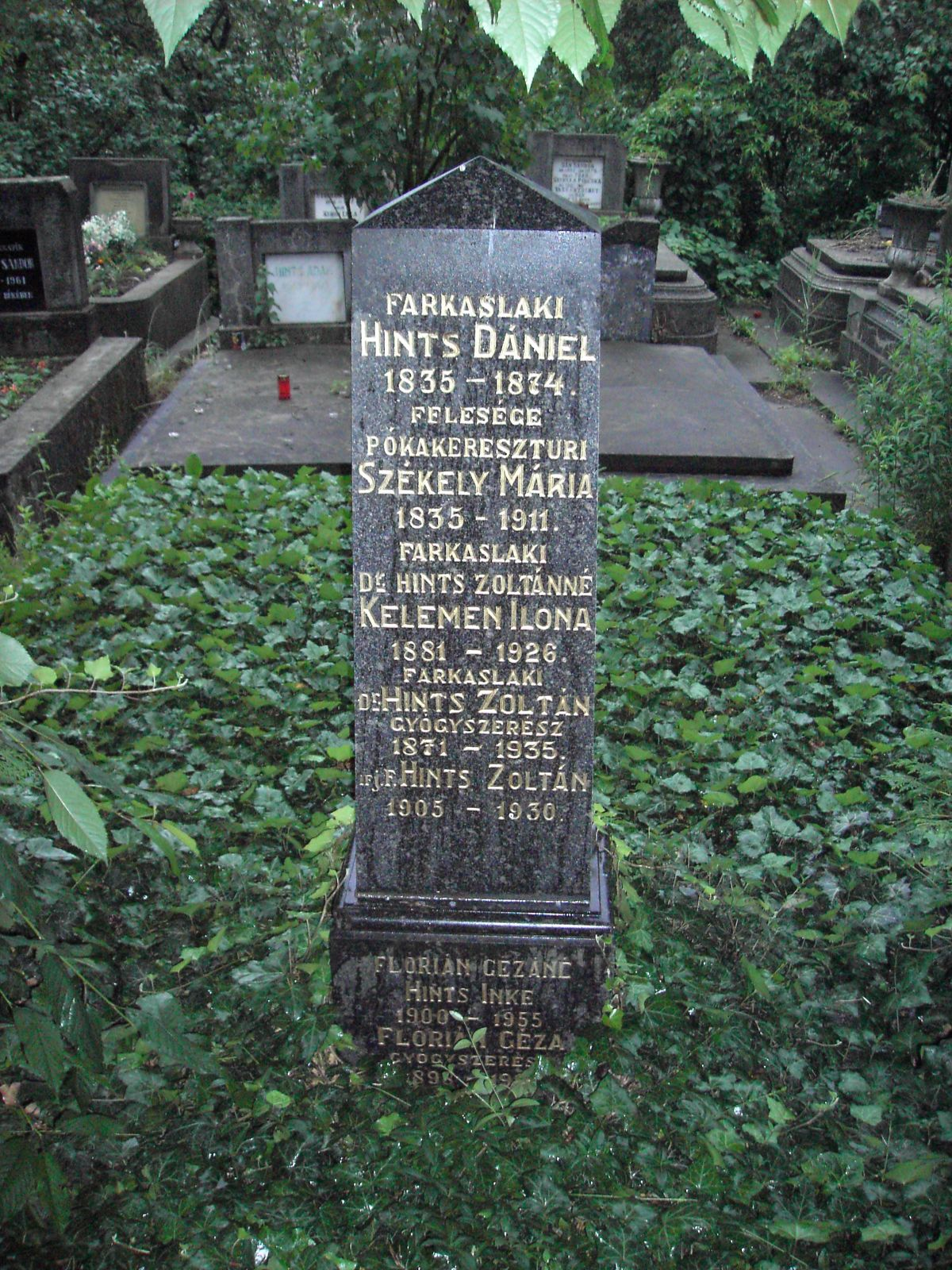
Hints Zoltán és családjának sírja Marosvásárhelyen. Református Temető

## Közéleti szereplése
Már a Ferencz József  Tudományegyetemen kitűnt kiváló szervezőképességével. A gyógyszerészhallgatók körének alelnöke, majd elnöke lett. A Maros – Torda vármegye Gyógyszerész Testület megalakulásakor őt választották meg a Testület elnökének. 1921-ben az Erdélyi és Bánáti Gyógyszerészek Szövetségének alakuló ülésén az első tisztikarban az ellenőri tisztséget bízták reá. A Romániai Gyógyszerészek Általános Szövetségében választmányi tag lett és az ennek keretében működő Erdélyi és Bánáti Tagozatban 1924 és 1926 között a Maros-Torda, Kis-Küküllő, Csík és Udvarhely megyéket magába foglaló VIII. kerület elnöki tisztségét bízták reá, majd örökös díszelnöknek választották meg. 
Közéleti tisztsége is volt: a város törvényhatósági bizottságának, a Kereskedelmi és Iparkamarának, a Marosvásárhelyen székelő Leszámítoló Bank felügyelő bizottságának volt tagja. Ő volt a marosvásárhelyi Magyar Párt alelnöke. A református egyház presbitereként tevékenyen részt vett az egyházi életben is.

## Szakirodalmi tevékenység
Szakirodalmi tevékenységet is folytatott. Szakmai tárgyú közleményei jelentek meg a Gyógyszerészi Hetilapban (1893, 1903), a Gyógyszerészi Közlönyben (1893, 1903), a Gyógyszerészi Értesítőben (1903). Bernády György főispánná való kinevezése alkalmából is írt egy méltató cikket (1913).